# Ивашево (Великоустюгский район)
Ивашево — деревня в Великоустюгском районе Вологодской области.
Входит в состав Трегубовского сельского поселения, с точки зрения административно-территориального деления — в Трегубовский сельсовет.
Расстояние по автодороге до районного центра Великого Устюга — 13,6 км, до центра муниципального образования Морозовицы — 8,3 км. Ближайшие населённые пункты — Пестово, Барсуково, Каликино, Заозерье, Белозерово, Великий Устюг.
По переписи 2002 года население — 61 человек (26 мужчин, 35 женщин). Преобладающая национальность — русские (82 %).